# زنجیر

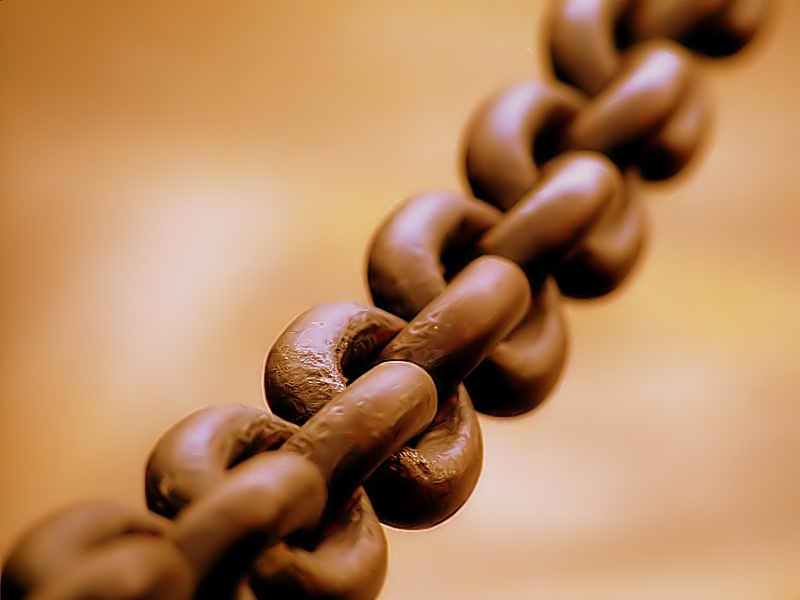
زنجیری ساخته‌شده از فلز

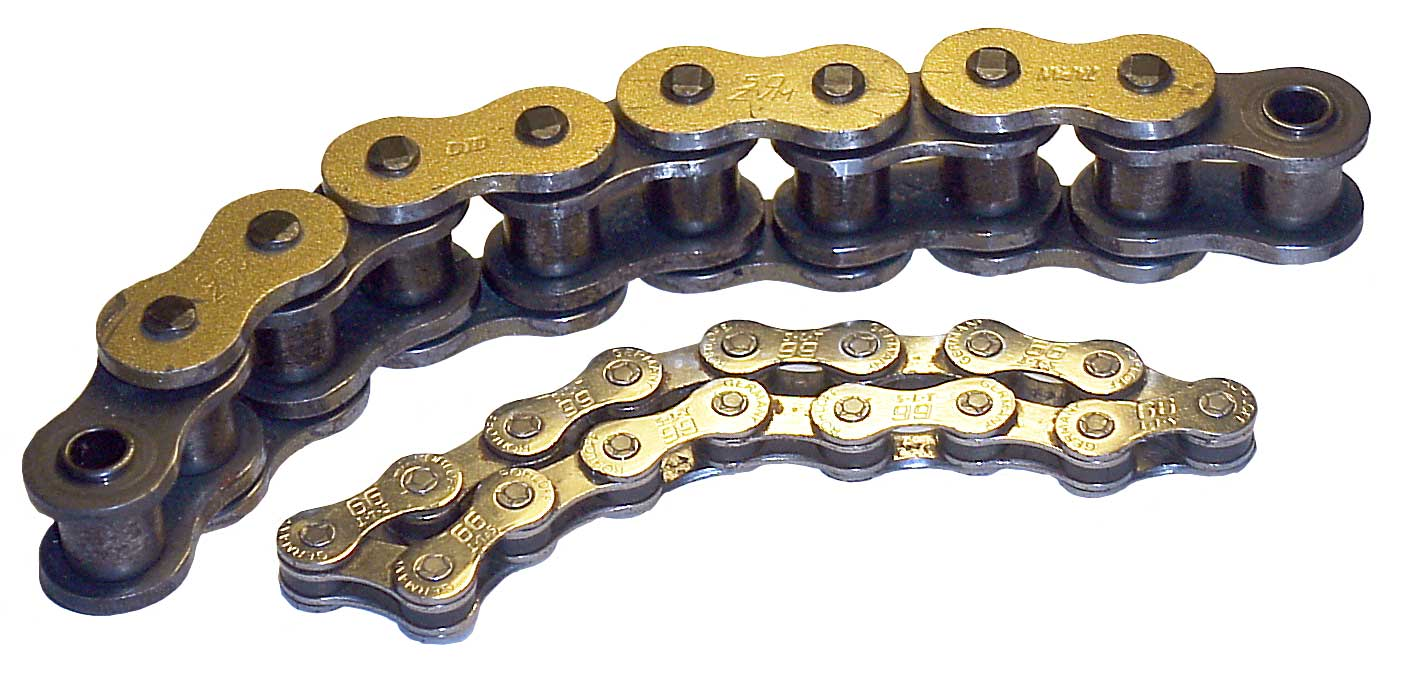
زنجیر دوچرخه

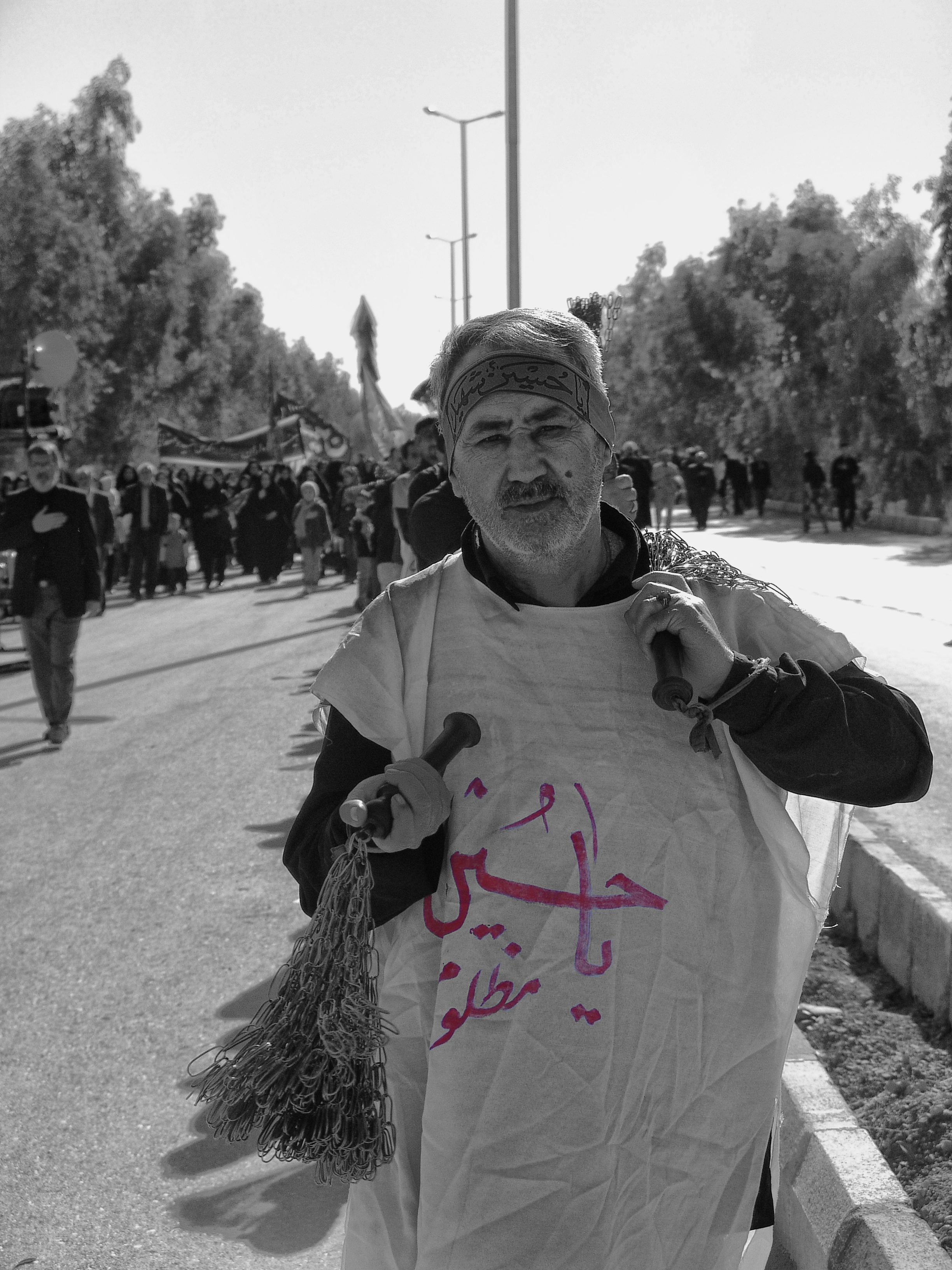
یک زنجیرزن در مراسم سوگواری عاشورا در هفتکل

زنجیر نام رشته‌ای است که از حلقه‌های متصل به هم ساخته شده‌است. زنجیرها معمولاً از فلز ساخته شده‌اند.
زنجیرها معمولاً به یکی از دو شکل زیر بسته به نوع استفاده ساخته می‌شوند:
- زنجیرهایی که برای کشیدن، بلند کردن اشیا یا برای جلوگیری از سرقت بکار گرفته می‌شوند، که این زنجیرها به هر طرف قابلیت انعطاف‌پذیری دارند.
- زنجیرهایی که برای انتقال قدرت ماشین‌آلات ساخته می‌شوند و تنها در یک سو قابلیت انعطاف دارند، مانند زنجیر دوچرخه

زنجیرها به‌طور عمده برای انتقال توان مکانیکی در انواع مختلفی از ماشین آلات کشاورزی، صنعتی و خانگی استفاده می‌شوند. از جمله کاربردهای زنجیرها می‌توان به استفاده از آنها برای نوارهای نقاله، ماشین‌های سیم کشی، ماشین‌های لوله‌کشی، دستگاه‌های چاپ، خودروها، موتورسیکلت‌ها و دوچرخه‌ها اشاره کرد.
در اغلب اوقات، توان توسط یک زنجیر فلزی از طریق گذر از روی دنده زنجیر منتقل می‌شود. هر دنده زنجیر دارای تعدادی مشخص دندانه است که در فواصل خالی بین پین‌های متوالی یک زنجیر قرار می‌گیرند. با چرخیدن دنده زنجیر، زنجیر بر روی دندانهای دنده زنجیر نشسته و باعث انتقال نیروی مکانیکی می‌شود.

## اختراع
زنجیرهای فلزی دست‌کم از ۲۲۵ سال پیش از میلاد ساخته شده‌است.

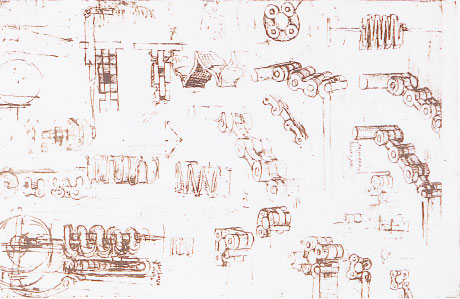

اختراع زنجیر فلزی اگرچه به‌صورت رسمی در سال ۱۸۸۰ میلادی به نام هانس رینولد (Hans Renold) ثبت شده‌است اما ترسیماتی که از لئوناردو داووینچی در قرن ۱۶ ام میلادی به جای مانده‌است حاکی از وجود این زنجیرهای فلزی در آن زمان نیز هست.

## در دوچرخه
زنجیر دوچرخه از چند جفت صفحات خارجی و داخلی و معمولاً از جنس فولاد ساخته شده‌است که توسط پرچهایی به یکدیگر متصل شده‌اند. هر جفت صفحهٔ داخلی توسط یک غلتک از یکدیگر جدا شده و استوانه (میخ) پرچ، بسیار محکم میان دو صفحهٔ خارجی پرس شده‌است. این استوانه آزادانه در محور صفحات داخلی و غلتک می‌چرخد.
همه زنجیرهای دوچرخه مدرن با استاندارد «گام نیم‌اینچی» ساخته شده‌اند، به این معنی که فاصله اسمی هر میخ پرچ با میخ پرچ بعدی، نیم‌اینچ است. دندانه‌های خودرو نیز برای پذیرش زنجیرهای دوچرخه، با همین استاندارد نیم‌اینچی تعبیه شده‌اند. با این‌حال، نکته مذکور به این معنی نیست که همه مدل‌های زنجیر از همه تولیدکنندگان با یکدیگر قابل تعویض هستند.
زنجیر نقش مهمی در اتلاف یا صرفه‌جویی انرژی دوچرخه‌سوار به عهده دارد. روان بودن زنجیر به جهت کاهش اتلاف انرژی و مقاوم بودن آن در برابر نیروهای کششی از مشخصه‌های زنجیر است.

## کاربردهای تزئینی
انواعی از زنجیر کاربرد تزئینی و دکوری دارند که از آنها به عنوان اکسسوری پوشاک و زیوراآلات استفاده میشود.
زنجیر در زیورآلات: زنجیرهایی که برای گردنبند، دستبند، پابند استفاده میشوند میتوانند از جنس طلا، نقره، استیل، آلومینیوم و یا آلیاژی از موارد فوق با ترکیب مس، روی و سایر فلزات باشند.
مدل زنجیر: زنجیرهای تزئینی رایج در بازار معمولا از نوع زنجیر آجری، زنجیر دیپلمات، زنجیر توپی، زنجیر کارتیه، زنجیر ونیزی، زنجیر دیسکو، زنجیر خط-نقطه، زنجیر ماری، زنجیر فیگارو و غیره هستند.
رنگ ظاهری زنجیر: بسته به نیاز و سلیقه زنجیرها در رنگهای طلایی، نقره ای، برنزی، هولوگرامی، مشکی و گاهی دورنگ تولید میشوند. برای درخشندگی زنجیر با استفاده از تکنیکهای مختلف آن را آبکاری میکنند. کیفیت و تعداد دفعات روکش آبکاری شده اهمیت زیادی در ثبات رنگ زنجیر داشته و زنجیرهای رنگ ثابت معمولا دارای ضمانت کیفیت و رنگ و درخشندگی میباشند. 

## کاربردهای مذهبی
در مراسم مذهبی شیعیان در ایام عاشورا برخی عزاداران زنجیرهایی که به صورت خوشه‌ای به هم متصل شده‌اند را بر شانهٔ خود فرود می‌آورند. به این عمل زنجیرزنی گفته می‌شود که در ایران بیشتر جنبهٔ نمادین دارد؛ اما در برخی کشورها با شدت انجام می‌شود و حتی موجب خون‌ریزی می‌گردد.